# Ľudmila Melicherová
Ľudmila Melicherová, née le 6 juin 1964 à Fiľakovo, est une coureuse de fond tchécoslovaque puis slovaque. Elle a remporté dix titres de championne de Tchécoslovaquie et neuf titres de championne de Slovaquie en athlétisme. Elle détient les records de Slovaquie du 10 000 mètres, du 10 kilomètres, du semi-marathon, du 25 kilomètres, du marathon et du 3 000 mètres en salle.

## Biographie
Ľudmila fait ses débuts en athlétisme en 1979 et démontre très vite d'excellentes performances en course de fond. Elle remporte sa première médaille en terminant troisième du 1 500 mètres aux championnats de Tchécoslovaquie d'athlétisme alors qu'elle n'a que seize ans,. En 1981, elle participe aux championnats d'Europe juniors d'athlétisme à Utrecht et décroche la cinquième place du 3 000 mètres en 9 h 29 min 31 s.
Elle ne tarde pas à courir sur des distances plus longues et s'impose sur tous les terrains. En 1982, elle remporte son premier titre national en s'imposant sur le parcours long des championnats de cross-country à Pardubice. Elle remporte sa première victoire sur les 10 kilomètres de Běchovice-Prague en 34 min 45 s, améliorant le record du parcours de plus d'une minute trente et remportant le titre de championne de Tchécoslovaquie de course sur route,. L'année suivante, elle remporte son premier marathon à Stromovka.
Ľudmila remporte ses premiers titres sur piste en 1984 en s'imposant sur le 3 000 mètres et le 10 000 mètres.
Elle remporte son meilleur résultat au niveau européean en décrochant la sixième place sur 3 000 mètres lors des championnats d'Europe d'athlétisme en salle 1985 au Pirée.
Le 8 mai 1988, elle remporte les 25 km de Berlin en 1 h 27 min 0 s. Elle prend part aux Jeux olympiques d'été à Séoul. Elle court le marathon en 2 h 43 min 56 s et se classe 45e.
Le 22 avril 1990, elle domine le marathon de Vienne et remporte la victoire en 2 h 33 min 19 s, établissant à la fois un nouveau record du parcours et le record de Slovaquie,.
Le 2 octobre 1994, elle remporte la victoire au marathon international de la Paix de Košice. L'épreuve comptant comme championnats de Slovaquie de marathon, elle remporte le titre.
Courant sans entraîneur, son médecin lui présente l'entraîneur polonais Adrzej Zatorský lors du semi-marathon du Danube. Marié à Izabela Zatorska, ce dernier initie Ľudmila à la course en montagne. Elle démontre rapidement de bonnes qualités dans cette discipline et décroche sa place pour le Trophée mondial de course en montagne 1998 à Entre-Deux. Elle y termine huitième, juste derrière sa compatriote Jaroslava Bukvajová et remporte la médaille de bronze au classement par équipes.
Le 14 août 2005, elle prend le départ de Sierre-Zinal comme l'une des favorites, ayant terminé deuxième de Thyon-Dixence la semaine précédente. Alors que la Suissesse Angéline Flückiger-Joly file en tête vers un nouveau record, Ľudmila se bat avec Colette Borcard pour la troisième marche du podium, qu'elle parvient finalement à accrocher terminant cinq minutes devant cette dernière.
Elle remporte son dernier titre national en 2007 à 42 ans en s'imposant sur le parcours long des championnats de Slovaquie de cross-country à Nové Mesto nad Váhom.

## Palmarès

### Route/cross
| Année | Compétition                                      | Lieu                 | Place | Épreuve                     | Performance     |
| ----- | ------------------------------------------------ | -------------------- | ----- | --------------------------- | --------------- |
| 1982  | Championnats de Tchécoslovaquie de cross-country | Pardubice            | 1re   | Cross-country parcours long | 16 min 32 s     |
| 1984  | Marathon de Dębno                                | Dębno                | 1re   | Marathon                    | 2 h 36 min 31 s |
| 1984  | Jeux de l'amitié                                 | Prague               | 7e    | Marathon                    | 2 h 43 min 20 s |
| 1985  | Coupe du monde de marathon                       | Hiroshima            | 7e    | Marathon                    | 2 h 36 min 26 s |
| 1988  | Marathon de Nagoya                               | Nagoya               | 5e    | Marathon                    | 2 h 34 min 4 s  |
| 1988  | 25 km de Berlin                                  | Berlin               | 1re   | 25 kilomètres               | 1 h 27 min 0 s  |
| 1988  | Jeux olympiques d'été                            | Séoul                | 45e   | Marathon                    | 2 h 43 min 56 s |
| 1988  | Marathon de New York                             | New York             | 11e   | Marathon                    | 2 h 41 min 43 s |
| 1989  | Paderborner Osterlauf                            | Paderborn            | 1re   | 25 kilomètres               | 1 h 28 min 53 s |
| 1990  | Marathon d'Osaka                                 | Osaka                | 9e    | Marathon                    | 2 h 34 min 7 s  |
| 1990  | Marathon de Vienne                               | Vienne               | 1re   | Marathon                    | 2 h 33 min 19 s |
| 1991  | Marathon de Nagoya                               | Nagoya               | 3e    | Marathon                    | 2 h 33 min 24 s |
| 1991  | Marathon de Vienne                               | Vienne               | 1re   | Marathon                    | 2 h 37 min 14 s |
| 1991  | Grand Prix de Berne                              | Berne                | 5e    | 10 miles                    | 58 min 19 s     |
| 1992  | Marathon de Vienne                               | Vienne               | 2e    | Marathon                    | 2 h 44 min 37 s |
| 1994  | Marathon international de la Paix                | Košice               | 1re   | Marathon                    | 2 h 40 min 27 s |
| 1995  | Dunajský maratón                                 | Bratislava           | 1re   | Marathon                    | 2 h 41 min 26 s |
| 1995  | Marathon d'Enschede                              | Enschede             | 4e    | Marathon                    | 2 h 48 min 43 s |
| 1996  | Dunajský maratón                                 | Bratislava           | 1re   | Marathon                    | 2 h 51 min 48 s |
| 1996  | Championnats de Slovaquie de semi-marathon       | Brezno               | 1re   | Semi-marathon               | 1 h 19 min 36 s |
| 1996  | Marathon d'Echternach                            | Echternach           | 6e    | Marathon                    | 2 h 44 min 4 s  |
| 1997  | Semi-marathon du Danube                          | Bratislava           | 1re   | Semi-marathon               | 1 h 17 min 27 s |
| 1997  | Maraton Solidarności                             | Gdańsk               | 2e    | Marathon                    | 2 h 47 min 53 s |
| 2000  | Championnats de Slovaquie de cross-country       | Dubovany             | 1re   | Cross-country               | 23 min 30 s     |
| 2001  | Semi-marathon du Danube                          | Bratislava           | 3e    | Semi-marathon               | 1 h 20 min 58 s |
| 2004  | Championnats de Slovaquie de cross-country       | Dudince              | 1re   | Cross-country               | 23 min 2 s      |
| 2007  | Championnats de Slovaquie de cross-country       | Nové Mesto nad Váhom | 1re   | Cross-country               | 19 min 42 s     |

### Piste
| Année | Compétition                                           | Lieu               | Place | Épreuve  | Performance    |
| ----- | ----------------------------------------------------- | ------------------ | ----- | -------- | -------------- |
| 1984  | Championnats de Tchécoslovaquie d'athlétisme          | Prague             | 1re   | 10 000 m | 34 min 6 s 99  |
| 1984  | Championnats de Tchécoslovaquie d'athlétisme          | Prague             | 1re   | 3 000 m  | 9 min 26 s 19  |
| 1985  | Championnats de Tchécoslovaquie d'athlétisme en salle | Jablonec nad Nisou | 1re   | 3 000 m  | 9 min 42 s 19  |
| 1985  | Championnats d'Europe d'athlétisme en salle           | Le Pirée           | 6e    | 3 000 m  | 9 min 19 s 17  |
| 1985  | Championnats de Tchécoslovaquie d'athlétisme          | Prague             | 1re   | 3 000 m  | 9 min 7 s 26   |
| 1985  | Coupe d'Europe des nations d'athlétisme               | Moscou             | 5e    | 10 000 m | 33 min 55 s 80 |
| 1986  | Championnats de Tchécoslovaquie d'athlétisme          | Bratislava         | 1re   | 10 000 m | 33 min 31 s 03 |
| 1986  | Championnats d'Europe d'athlétisme                    | Stuttgart          | 17e   | 10 000 m | 32 min 47 s 24 |
| 1996  | Championnats de Slovaquie d'athlétisme                | Dubnica nad Váhom  | 1re   | 5 000 m  | 18 min 16 s 6  |
| 1997  | Championnats de Slovaquie d'athlétisme                | Košice             | 1re   | 10 000 m | 36 min 26 s 98 |
| 2002  | Championnats de Slovaquie d'athlétisme en salle       | Bratislava         | 1re   | 3 000 m  | 10 min 32 s 41 |

### Course en montagne
| no  | féminin            | Course                                 | Longueur | Départ            | Temps           |
| --- | ------------------ | -------------------------------------- | -------- | ----------------- | --------------- |
| 8e  | 8e                 | Trophée mondial de course en montagne  | 8,27 km  | 20 septembre 1998 | 48 min 24 s     |
|     | Médaille de bronze | Course de montagne du Hochfelln        | 8,9 km   | 3 octobre 1999    | 52 min 49 s     |
|     | Médaille de bronze | Course de montagne du Krvavec          | 9 km     | 11 juin 2000      | 1 h 3 min 19 s  |
| 8e  | 8e                 | Trophée européen de course en montagne | 7,1 km   | 2 juillet 2000    | 35 min 30 s     |
|     | Médaille de bronze | Course de montagne du Grossglockner    | 13,4 km  | 30 juillet 2000   | 1 h 40 min 46 s |
|     | Médaille d'argent  | Drei Zinnen Alpine Run                 | 14,3 km  | 10 septembre 2000 | 1 h 40 min 11 s |
|     | Médaille de bronze | Course de montagne de Seegrube         | 11,7 km  | 17 juin 2001      | 1 h 14 min 27 s |
| 6e  | 6e                 | Trophée européen de course en montagne | 9 km     | 1er juillet 2001  | 59 min 31 s     |
|     | Médaille de bronze | Course de montagne du Danis            | 10,4 km  | 8 juillet 2001    | 49 min 14 s     |
|     | Médaille de bronze | Course de montagne du Grossglockner    | 13,4 km  | 22 juillet 2001   | 1 h 30 min 48 s |
|     | Médaille de bronze | Course de Schlickeralm                 | 11,2 km  | 5 août 2001       | 1 h 13 min 10 s |
| 3e  | Médaille de bronze | Challenge Stellina                     | 8,1 km   | 26 août 2001      | 50 min 16 s     |
| 7e  | 7e                 | Trophée mondial de course en montagne  | 8,53 km  | 15 septembre 2001 | 40 min 7 s      |
| 56e | Médaille de bronze | Course de Šmarna Gora                  | 9,2 km   | 6 octobre 2001    | 49 min 39 s     |
| 56e | Médaille de bronze | Course de montagne du Grossglockner    | 13,4 km  | 21 juillet 2002   | 1 h 37 min 58 s |
| 36e | Médaille de bronze | Course de montagne de Gamperney        | 8,8 km   | 25 mai 2003       | 53 min 34 s     |
|     | Médaille de bronze | Course de montagne du Kitzbüheler Horn | 12,9 km  | 24 août 2003      | 1 h 16 min 58 s |
| 38e | Médaille d'argent  | Thyon-Dixence                          | 16,35 km | 7 août 2005       | 1 h 28 min 8 s  |
| 42e | Médaille de bronze | Sierre-Zinal                           | 31 km    | 14 août 2005      | 3 h 12 min 3 s  |
| 34e | Médaille d'argent  | Thyon-Dixence                          | 16,35 km | 6 août 2006       | 1 h 31 min 8 s  |
| 73e | 5e                 | Sierre-Zinal                           | 31 km    | 13 août 2006      | 3 h 27 min 52 s |

## Records
| Épreuve       | Épreuve       | Performance          | Date              | Lieu               |
| ------------- | ------------- | -------------------- | ----------------- | ------------------ |
| 1 000 mètres  | Plein air     | 2 min 45 s 83        | 20 septembre 1983 | Prague             |
| 1 000 mètres  | En salle      | 2 min 45 s 13        | 1er février 1985  | Sindelfingen       |
| 1 500 mètres  | Plein air     | 4 min 13 s 56        | 23 juin 1983      | Prague             |
| 1 500 mètres  | En salle      | 4 min 43 s 97        | 5 février 2000    | Bratislava         |
| 3 000 mètres  | Plein air     | 9 min 4 s 04         | 9 août 1986       | Prague             |
| 3 000 mètres  | En salle      | 9 min 15 s 65 (NR)   | 19 janvier 1985   | Jablonec nad Nisou |
| 5 000 mètres  | 5 000 mètres  | 16 min 1 s 43        | 4 septembre 1984  | Paris              |
| 10 000 mètres | 10 000 mètres | 32 min 47 s 24 (NR)  | 30 août 1986      | Stuttgart          |
| 5 kilomètres  | 5 kilomètres  | 17 min 47 s 8        | 16 avril 2001     | Dongio             |
| 10 kilomètres | 10 kilomètres | 33 min 48 s (NR)     | 30 septembre 1984 | Prague             |
| 15 kilomètres | 15 kilomètres | 53 min 40 s          | 3 novembre 1985   | Gateshead          |
| 10 miles      | 10 miles      | 58 min 19 s          | 11 mai 1991       | Berne              |
| 20 kilomètres | 20 kilomètres | 1 h 29 min 9 s       | 26 décembre 2009  | Lučenec            |
| Semi-marathon | Semi-marathon | 1 h 12 min 53 s (NR) | 11 février 1989   | Choisy-le-Roi      |
| 25 kilomètres | 25 kilomètres | 1 h 27 min 0 s (NR)  | 22 avril 1990     | Vienne             |
| Marathon      | Marathon      | 2 h 33 min 19 s (NR) | 22 avril 1990     | Vienne             |